# Nintendo
Nintendo Co., Ltd.  (任天堂株式会社 Nintendō Kabushiki-geisha) este o companie japoneză multinațională de electronice și jocuri video, cu sediul central aflat în Kyoto. Nintendo este una dintre cele mai mari companii de jocuri video, dând naștere unor francize populare precum Mario, The Legend of Zelda, Metroid (seria) și Pokémon. 
Fondată pe 23 septembrie 1889 de către Fusajiro Yamauchi, compania producea inițial cărți de joc hanafuda. Abandonând alte preocupări în favoarea jucăriilor în anii 1960, Nintendo s-a transformat într-o companie de jocuri video în decursul anilor 1970, devenind una dintre cele mai importante companii în industrie, și a treia cea mai valoroasă companie a Japoniei, cu o valoare de peste $85 miliarde.

## Produse

### Console pentru acasă

#### Color TV-Game
Lansată în 1977, cea mai vândută consolă în Japonia în prima generație, este Nintendo Color TV-Game, cu peste trei milioane de produse vândute.

#### Nintendo Entertainment System
Ca parte a celei de-a treia generații de jocuri video, Nintendo Entertainment System (abreviat ca NES) s-a lansat în America de Nord în 1985 și în Europa în decursul anilor 1986 și 1987. Consola a fost inițial lansată în Japonia cu numele de Family Computer (abreviat ca Famicom) în 1983. Fiind cea mai vândută consolă din timpurile sale, NES-ul a ajutat industria de jocuri din Statele Unite să ia din nou amploare după căderea din 1983. NES-ul a fost vândut împreună cu jocul Super Mario Bros., unul dintre cele mai vândute jocuri din toate timpurile.
Nintendo a produs de asemenea în 2016 o consolă dedicată sub forma unui NES în miniatură, ce include 30 de jocuri preinstalate din biblioteca jocurilor NES, numită Nintendo Classic Mini: Nintendo Entertainment System (în Europa) sau Nintendo Entertainment System: NES Classic Edition (în America de Nord).

#### Super Nintendo Entertainment System
Ca parte a celei de-a patra generații de jocuri video, Nintendo a lansat Super Nintendo Entertainment System (abreviat ca SNES) în anul 1991 în America de Nord și 1992 în Europa. Consola s-a lansat inițial în Japonia cu numele de Super Famicom (adaptând astfel numele abrevierea consolei anterioare). SNES este o consolă pe 16-biți, și permitea capabilități grafice și audio avansate în comparație cu alte console lansate înainte. Cu ajutorul unor cip-uri speciale din unele casete de jocuri (cel mai popular fiind cipul Super FX), SNES era capabil de efecte 3D sofisticate, demonstrate în jocuri precum Pilotwings, Super Mario Kart, sau Star Fox (cunoscut ca Starwing în Europa).
Asemenea consolei NES, SNES a fost recreată în 2017 sub forma unei console în miniatură cu 21 de jocuri preinstalate, inclusiv Starfox 2, un joc de SNES terminat în anii 1990 dar niciodată lansat.

#### Nintendo 64
Consola Nintendo 64 s-a lansat în anul 1996, oferind funcții precum randarea poligoanelor 3D și multiplayer în patru fără un adaptor extern. Controller-ul consolei a introdus un stick analogic pentru mișcare în spații 3D, și mai târziu și un motor de vibrații. Ambele funcții introduse de controller au fost unicat pe atunci, devenind în timp un standard al industriei. Anunțat cu un an înainte de lansarea consolei, 64DD (DD fiind abrevierea de la Disk Drive) era un accesoriu care permitea jocurilor să fie scrise pe dischete de 64 MB, și oferea de asemenea acces la editare video și conectivitate la internet. Eventual lansat doar în Japonia în 1999, 64DD s-a dovedit a fi un eșec comercial, rezultând în lansarea a numai nouă jocuri pentru el.

#### GameCube
Nintendo GameCube (abreviat ca NGC în Japonia și GCN în America de Nord), a fost lansat în 2001 în Japonia și America de Nord, și în 2002 în Europa. Această consolă de jocuri din generația a șasea este succesorul consolei Nintendo 64, și competitorul principal al Sony PlayStation 2, Microsoft Xbox, și Sega Dreamcast. GameCube este prima consolă Nintendo care folosește discuri optice ca metodă de stocare. Acestea sunt similare cu formatul miniDVD, dar consola nu a fost concepută să poată citi DVD-uri standard sau CD-uri audio. Nintendo GameCube oferă suport pentru conectivitate la internet, pentru care necesită un adaptor (Nintendo GameCube Broadband Adapter and Modem Adapter). GameCube suportă și conectivitate cu consola portabilă Game Boy Advance, permițând jucătorilor să acceseze conținut exclusiv.

#### Wii
Nintendo Wii a fost lansat spre finalul anului 2006. Consola prezintă un controller sub forma unei telecomenzi, Wii Remote (abreviat ca Wiimote), care poate detecta mișcare în trei dimensiuni. O altă funcție ce merită menționată este WiiConnect24, care îi permite consolei să primească mesaje și actualizări cât timp se află în modul standby. Wii a introdus primul magazin de jocuri digitale oferit de Nintendo, și anume Wii Shop Channel, prin intermediul căruia utilizatorii pot achiziționa și descărca trei tipuri de conținut: jocuri exclusive, din gama WiiWare, jocuri „retro” din gama Virtual Console, și aplicații (precum YouTube sau Netflix) cunoscute pe Wii sub numele de „canale”. Nintendo a anunțat că până la data de 31 martie 2017, au fost vândute peste 100 de milioane de console Wii, și peste 314 milioane de jocuri.

#### Wii U
Succesorul lui Wii, Wii U, a fost lansat spre finalul anului 2012. Această consolă este prima de la Nintendo care suportă rezoluții HD. Controller-ul principal al consolei este Wii U GamePad, care prezintă un touchscreen rezistiv de 6.2”. Consola suportă majoritatea controllerelor de Wii, precum Wii Balance Board sau Wii Remote, dar introduce și controllere noi, precum Wii U Pro Controller. Consola are numeroase servicii online prin intermediul Nintendo Network, precum: distribuirea de jocuri și alte tipuri de conținut prin Nintendo eShop, și o rețea de socializare exclusivă dedicată jocurilor video de pe Wii U, numită Miiverse. Până la data de 31 martie 2017, au fost vândute 12 milioane de console Wii U, și 84 de milioane de jocuri.
Producția de Wii U a încetat după lansarea Nintendo Switch, anularea acesteia fiind anunțată în data de 31 ianuarie 2017, Nintendo având mai multe planuri să se concentreze pe noua consolă ce avea să fie lansată mai târziu.

#### Nintendo Switch
Pe 17 martie 2015, Nintendo a anunțat că lucrează la o nouă consolă de jocuri „cu un concept nou nouț”, cu numele de cod NX. Reggie Fils-Aime, președintele Nintendo of America, a spus într-un interviu din iunie 2015 cu The Wall Street Journal, că NX este o nouă consolă pentru acasă, iar în mai 2016, Tatsumi Kimishima a spus că NX nu va fi nici succesorul lui Wii U, și nici a lui 3DS. Pe 20 octombrie 2016, Nintendo a publicat trailerul oficial al consolei, care a dezvăluit numele Nintendo Switch.
Lansat pe 3 martie 2017, Nintendo Switch a introdus un concept nou, și anume transformarea unei console pentru acasă într-o consolă portabilă și vice-versa. Astfel, aspectul consolei este similar cu cel al unei tablete, oferind un ecran de 6.2”. Atunci când consola este așezată în stația de andocare conectată la un TV, ecranul consolei se închide și imaginea este „proiectată” pe ecranul televizorului. În ciuda aspectului, Nintendo a declarat că Nintendo Switch este „ înainte de toate, o consolă pentru acasă”.

### Console portabile

#### Game & Watch
Game & Watch este o linie de jocuri electronice portabile produse de Nintendo în perioada 1980-1991. Creat de designerul de jocuri Gunpei Yokoi, fiecare dispozitiv Game & Watch are un singur joc care poate fi redat pe un ecran LCD, plus în față are un ceas, o alarmă sau ambele. A fost cel mai vechi produs Nintendo pentru a obține un succes major.

#### Game Boy

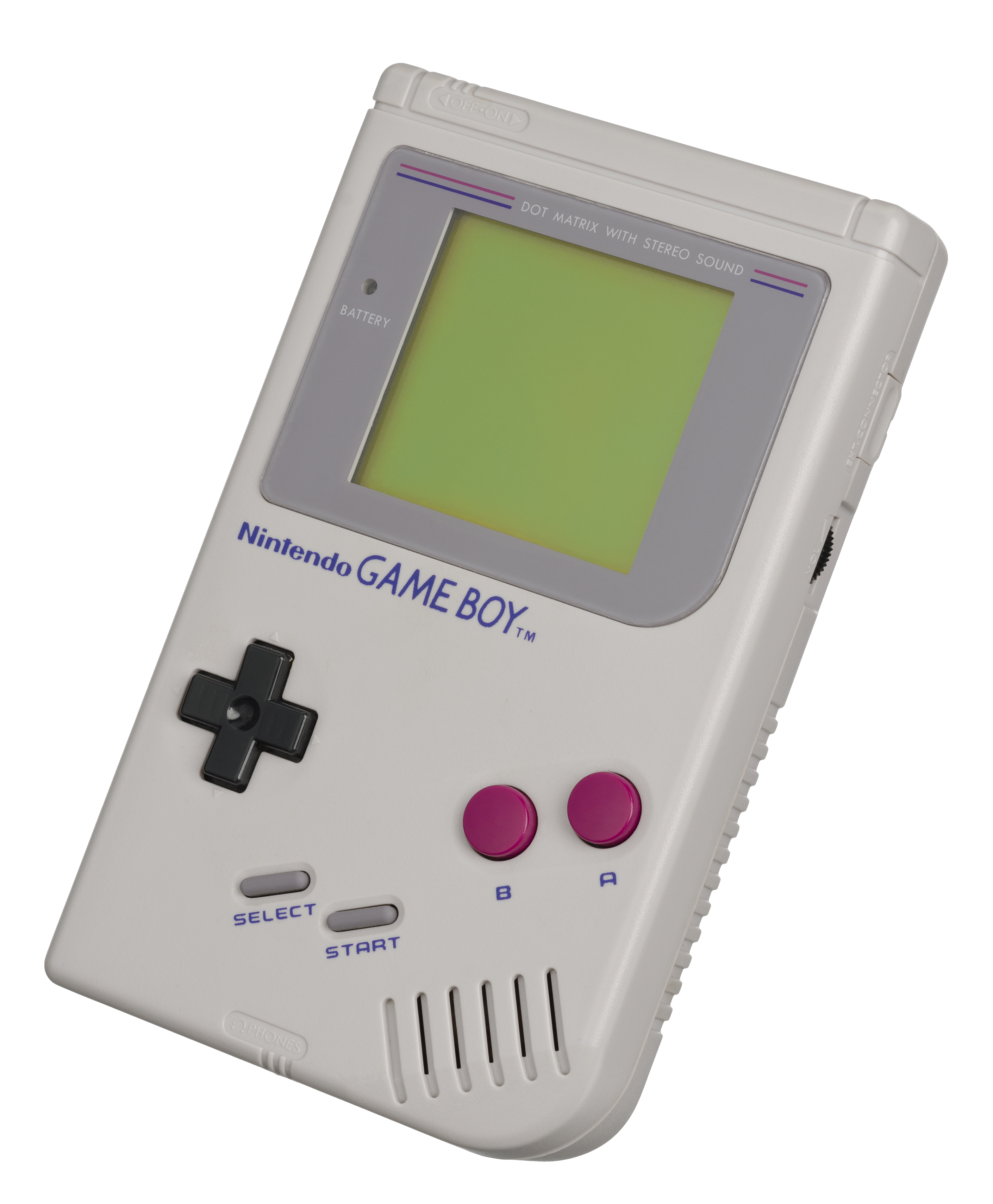
Game Boy original

După succesul seriei Game & Watch, Yokoi a dezvoltat consola Game Boy, lansată în 1989. În cele din urmă, devenind cel mai bine vândut joc portabil din toate timpurile, Game Boy a rămas dominant timp de mai mult de un deceniu, vizionând jocuri critice și comerciale cunoscute, cum ar fi Pokemon Yellow, lansat până în 1998 în Japonia, 1999 în America de Nord și 2000 în Europa. Actualizările incrementale ale jocului Boy, inclusiv Game Boy Pocket, Game Boy Light și Game Boy Color, nu au făcut prea multe pentru a schimba formula originală, deși aceasta a introdus grafică color pe linia Game Boy.

#### Game Boy Advance
Prima actualizare majoră a gamei sale portabile din 1989, Game Boy Advance are caracteristici tehnice îmbunătățite similare cu cele ale SNES. Game Boy Advance SP a fost prima revizuire a liniei GBA și a introdus iluminarea ecranului și un design cu clamă, în timp ce iterația ulterioară, Game Boy Micro, a adus un factor de formă mai mic.

#### Nintendo DS

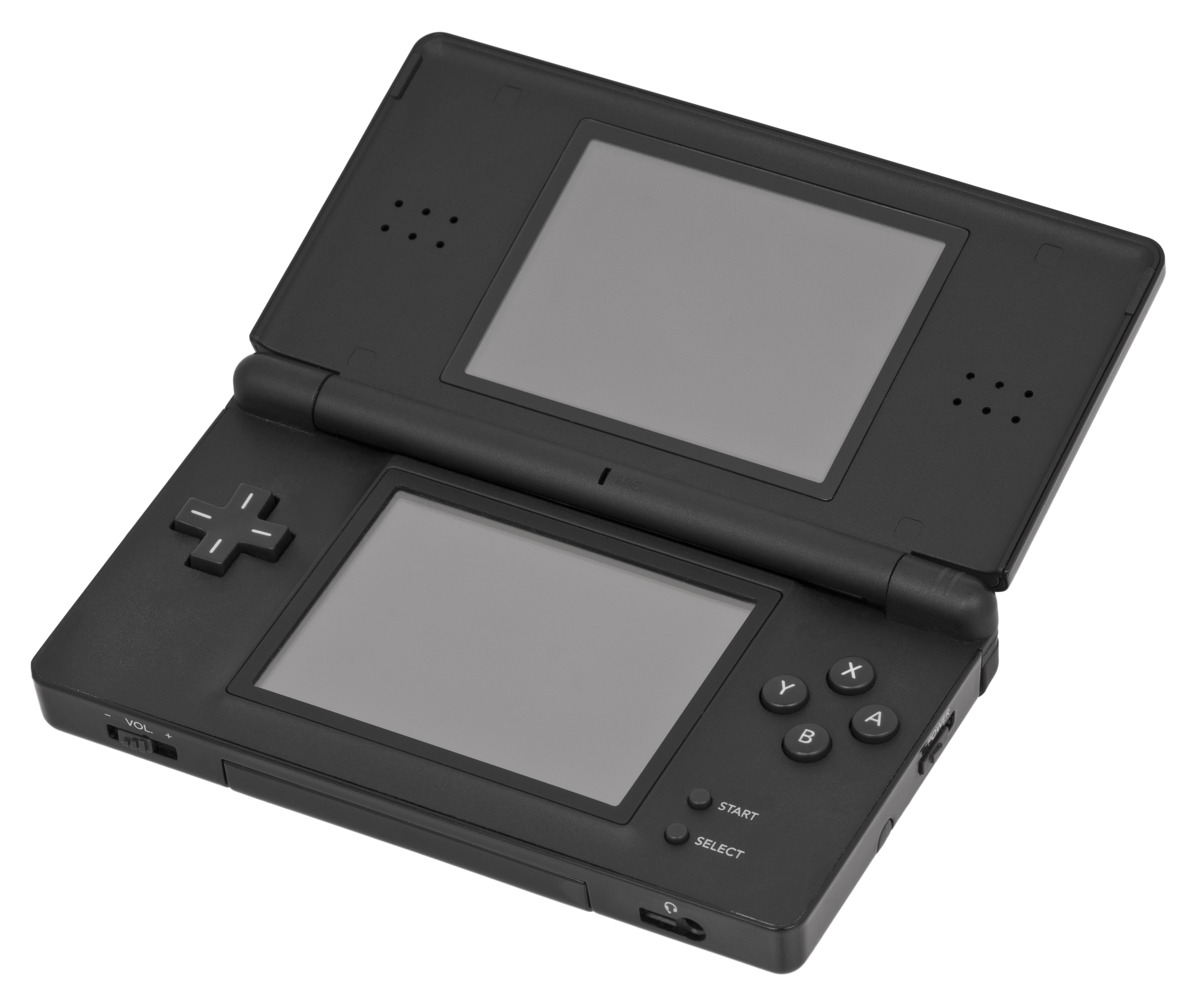
Nintendo DS Lite este cea mai bine vandută consolă portabilă din toate timpurile

Deși inițial a fost anunțată ca o alternativă la Game Boy Advance, Nintendo DS a înlocuit linia Game Boy după lansarea sa inițială în 2004. Aceasta a fost distinctiv pentru ecranele sale duale și un microfon, precum și un ecran sensibil la atingere. Nintendo DS Lite a adus un factor de formare mai mic, în timp ce Nintendo DSi are ecrane mai mari și două camere și a fost urmat de un model și mai mare, Nintendo DSi XL, cu un ecran cu 90% mai mare.

#### Nintendo 3DS

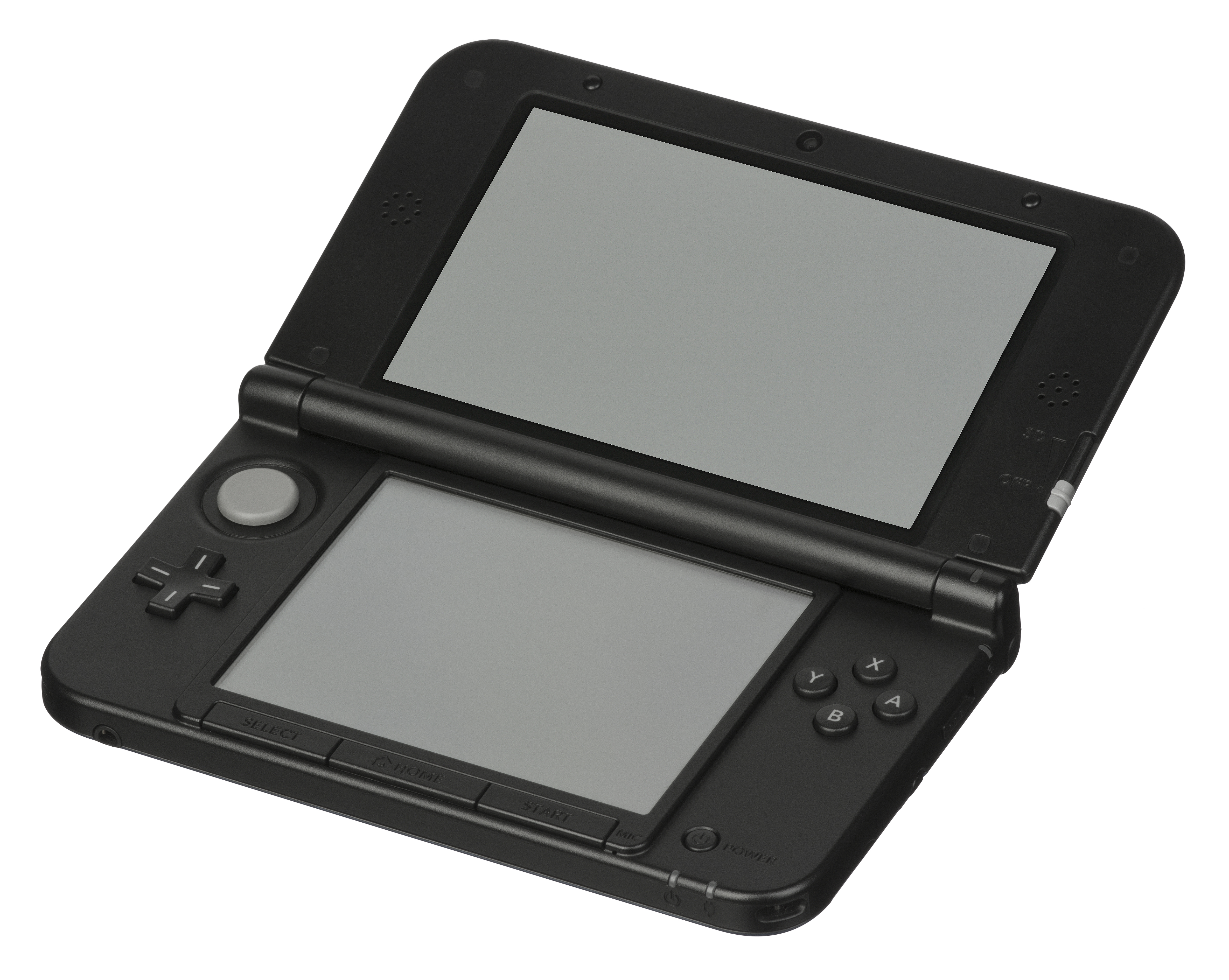
Nintendo 3DS XL

Extinzând în continuare linia Nintendo DS, Nintendo 3DS utilizează procesul de autostereoscopie pentru a produce un efect stereoscopic tridimensional fără ochelari. Lansat pe piețele majore în cursul anului 2011, 3DS a avut un început lent, lipsind inițial multe caracteristici cheie care au fost promise înainte de lansarea sistemului. Parțial ca rezultat al vânzărilor lente, stocul Nintendo a scăzut în valoare. Reducerile ulterioare de prețuri și lansările de jocuri au contribuit la creșterea vânzărilor de software 3DS și 3DS și pentru a reînnoi încrederea investitorilor în companie. Începând cu luna august 2013, 3DS a fost cea mai bine vândută consola din Statele Unite timp de patru luni consecutive. Nintendo 3DS XL a fost introdus în august 2012 și include un ecran cu 90% mai mare, un card SD de 4 GB și o durată de viață extinsă a bateriei. În august 2013, Nintendo a anunțat reducerea costurilor Nintendo 2DS, o versiune a 3DS fără afișarea 3D. Are un design asemănător cu o scoică, spre deosebire de designul articulat, cu clapetă al predecesorilor săi. 
Cu o revizuire hardware, noul Nintendo 3DS, a fost lansat în august 2014. Este produs într-un model de dimensiuni standard și un model XL mai mare; ambele modele au procesoare îmbunătățite și memorie RAM suplimentară, un senzor de urmărire a ochilor pentru a îmbunătăți stabilitatea imaginii 3D autostereoscopice, butoanele cu fețe colorate și suportul de comunicare aproape de câmp, pentru utilizarea nativă a produselor Amiibo. Modelul de dimensiuni standard include, de asemenea, ecrane ușor mai mari și suport pentru accesoriile pentru placa de bază.
Producerea cosolei și a jocurilor ei este oprită pe data de 16 septembrie 2020.

## Jocuri
Vezi: Lista jocurilor video publicate de Nintendo
Printre cele mai populare francize de jocuri create sau publicate de Nintendo, se numără:
- Animal Crossing
- Brain Age
- Chibi-Robo!
- Donkey Kong
- EarthBound
- Excitebike
- F-Zero
- Fire Emblem
- Ice Climber
- Kid Icarus
- Kirby
- Mario
- Metroid
- Nintendogs
- Pikmin
- Pokémon
- Splatoon
- Star Fox
- Super Smash Bros.
- The Legend of Zelda
- Wario
- Yoshi